# جي بي دي فورميس 2011
جي بي دي فورميس 2011 (بالفرنسية: Grand Prix de Fourmies 2011)‏ هو سباق دراجات هوائية، وهو الموسم رقم 79 من السباق، وأقيم في 11 سبتمبر 2011، وامتدّ لمسافة 200 كيلومتر، وهو أحد سباقات طواف أوروبا للدراجات 2010–11، وهو من نوع سباق يوم واحد، وقد شارك في السباق 166 متسابقاً ووصل إلى نهايته 110 متسابقاً.
فاز فيه بالمركز الأول Guillaume Blot ‏، وبالمركز الثاني ألكسندر كريستوف، وبالمركز الثالث ستيفان فان دايك.

## التصنيف العام النهائي
| \| التصنيف العام \| التصنيف العام \| التصنيف العام \| التصنيف العام \| التصنيف العام \| \| العداء \| العداء \| الفريق \| الوقت \| \| \| ------------- \| --------------------------- \| ------------------------ \| ------------- \| ------------- \| \| 1 \| Guillaume Blot [الإنجليزية]‏ \| Bretagne-Schuller \| \| \| \| 2 \| ألكسندر كريستوف \| BMC Racing Team \| \| \| \| 3 \| ستيفان فان دايك \| Veranda's Willems-Accent \| \| \| |                 |                          |       |  |
| |                 |                          |       |  |
| مصادر: ProCyclingStats Cycling Archives |                 |                          |       |  |
| التصنيف العام |                 |                          |       |  |
| العداء | العداء          | الفريق                   | الوقت |  |
| 1 | Guillaume Blot ‏ | Bretagne-Schuller        |       |  |
| 2 | ألكسندر كريستوف | BMC Racing Team          |       |  |
| 3 | ستيفان فان دايك | Veranda's Willems-Accent |       |  |

## وصلات خارجية
- لمحة عن سباق جي بي دي فورميس 2011 على موقع  ProCyclingStats   (برو  سايكلنج  ستاتس) - إحصاءات  محترفي  الدراجات.
- جي بي دي فورميس 2011 على موقع إحصائيات الدراجات الإحترافية (الإنجليزية)
- جي بي دي فورميس 2011 في موقع Cycling Archives سايكلنج أركايفز